# ANBO I
O ANBO I foi um avião experimental monomotor monoplano monoposto desenvolvido na Lituânia, proposto como um treinador para o exército ele foi um modelo de asa baixa com montantes e configuração de trem de pouso convencional. A estrutura da fuselagem era tubular em aço e coberta por lona, as asas eram em madeira e também cobertas por lona.
O primeiro voo ocorreu em 1925, após dez anos de sua criação o avião foi vendido para o Museu Lituano de Aviação em Kaunas onde se encontra em exibição até os dias de hoje.

## Especificações
Dados de: Les Ailes, novembro de 1925
Descrições gerais
- Tripulação: 1
- Comprimento: 5,75 m (19 ft)
- Envergadura: 10 m (33 ft)
- Altura: 1,95 m (6,4 ft)
- Área alar: 11,40 m² (123 ft²)
- Peso vazio: 190 kg (419 lb)
- Peso bruto (carregado): 300 kg (661 lb)
- Capacidade de combustível:  35 kg (77,2 lb) de combustível e óleo

Motorização
- Número de motores: 1x
- Tipo do motor: Motor a pistão radial
- Fabricante/modelo: Anzani de três cilindros
- Potência por motor: 40 hp (29,8 kW)
- Descrição do propulsor/hélice: Hélice bipá Dorand com diâmetro de 1,90 m (6,23 ft)

Performance
- Velocidade máxima: 142 km/h (88,2 mph)
- Velocidade total em Nó: 77 kn (143 km/h)
- Autonomia: 4 hs
- Razão de subida: 0,42 m/s
- Tecto de serviço: 4 200 m (13 800 ft)
- Pista máx. decolagem (MTOW): 30 m (98,4 ft)
- Distância para aterrissagem: 40 m (131 ft)